# Georg Adalbert Huhn

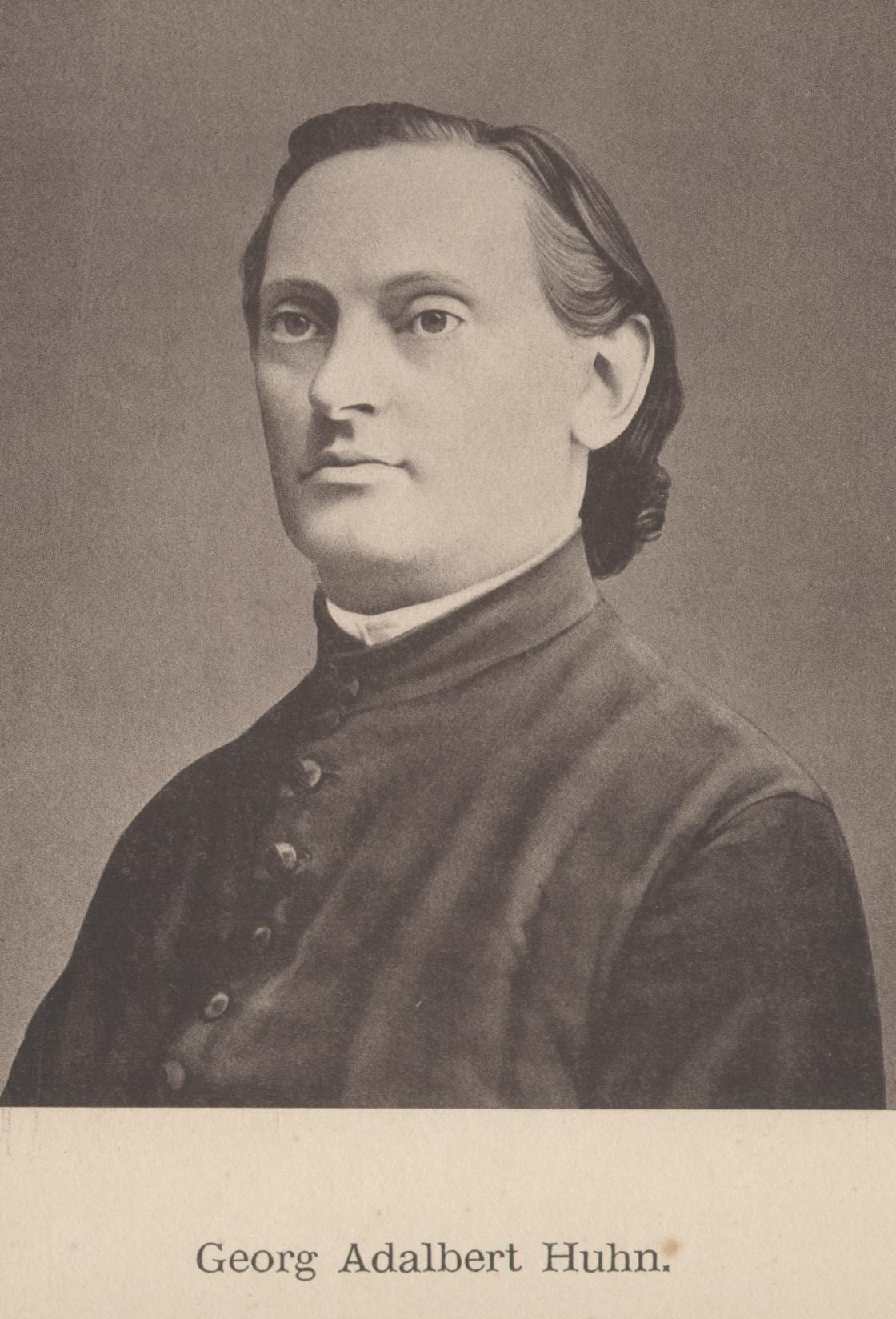
Georg Adalbert Huhn, Priester und Bayerischer Landtagsabgeordneter

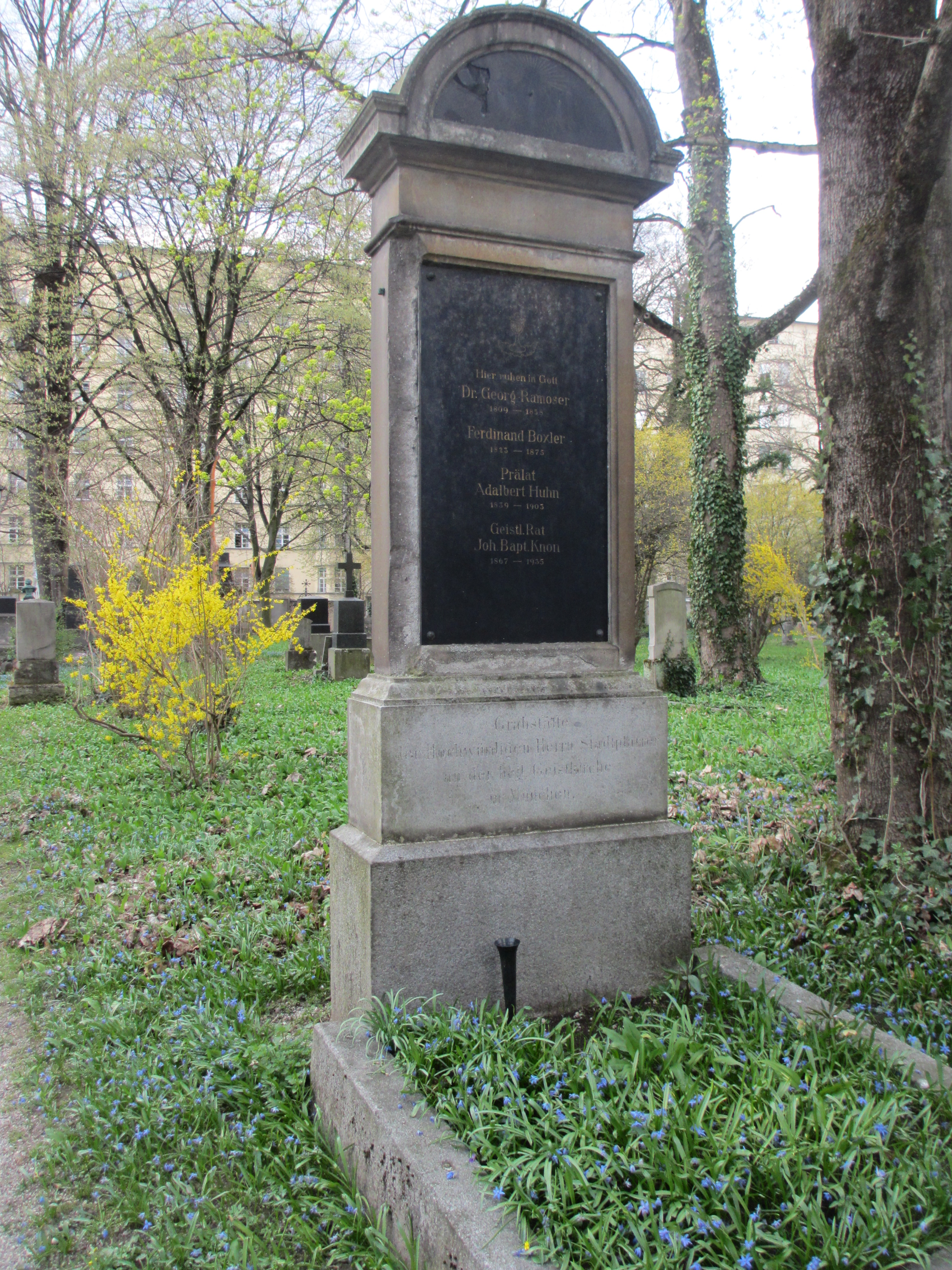
Grab von Georg Huhn auf dem Alten Südlichen Friedhof in München

Georg Adalbert Huhn (* 19. April 1839 in Orb; † 11. August 1903 in Bad Aussee, Steiermark) war Stadtpfarrer und Prälat in München, Abgeordneter in der Bayerischen Abgeordnetenkammer, überregional bekannter Redner auf den Deutschen Katholikentagen und Schriftsteller.

## Leben
Georg Adalbert Huhn wurde in Orb, Franken, Königreich Bayern geboren; nach dem deutschen Krieg von 1866 fiel die Stadt an Preußen. In Aschaffenburg besuchte er das Gymnasium und vollendete auch seine philosophischen Studien. Dann trat er in das Klerikalseminar Würzburg ein und erhielt am 23. April 1862 die Priesterweihe. Huhn bezog seine erste Stelle als Kooperator in Elsenfeld, 1864 ging er als Prediger nach Bad Kissingen, von 1. November dieses Jahres bis zum 31. Dezember 1870 wirkte er als Kaplan in Aschaffenburg, St. Agatham. Schon in diesen frühen Priesterjahren trat Huhn als begabter Prediger und Versammlungsredner hervor.
1871 berief man Huhn als Stadtpfarrprediger in die königliche Haupt- und Residenzstadt München, Pfarrei Mariahilf, in der Vorstadt Au. Auch hier erlangte er als ausgezeichneter Prediger und wortgewaltiger Redner auf Katholikenversammlungen Popularität. Er trat in dieser Eigenschaft auf den Katholikentagen in Wien, München, Mainz und Breslau auf.
Für den Stadtbezirk München, rechts der Isar, wurde Georg Adalbert Huhn am 24. Juli 1875 als Mitglied in die Bayerische Abgeordnetenkammer gewählt. Jenes Parlamentsmandat hatte er für die Bayerische Patriotenpartei bis 1881 inne. 1883 übernahm der Geistliche die Stadtpfarrei Hl. Geist und ließ diese Kirche 1885 erweitern. Pfarrer Huhn avancierte zum Päpstlichen Hausprälaten und eine neuzeitliche Würdigung konstatiert: „Huhn zählt zu den bedeutendsten Münchner Kanzelpredigern, vor allem bei Katholikentagen wurde er weit und breit als unerschrockener Rufer gegen die Unterdrückung der katholischen Kirche im Kulturkampf bekannt.“ Der Priester publizierte als Autor auch mehrere apologetische und historische Schriften. Er starb 1903 in Bad Aussee.

## Grabstätte
Georg Adalbert Huhn wurde auf dem Alten Südlichen Friedhof in München (Gräberfeld 9 – Reihe 2 – Platz 55/56) beigesetzt Standort.

## Schriften (Auswahl)
- Das vatikanische Konzil und seine Gegner, München, 1871
- Eine Ministerantwort im Lichte der Wahrheit, Freiburg, 1871
- Die Katholiken und das monarchische Prinzip, Augsburg, 1872
- Das Gewissen, Amberg, 1872
- Nicht nach Canossa, Regensburg
- Priestertum und Hochzeit, Würzburg, 1873
- Robert Emmet, eine Erzählung aus der Geschichte Irlands, München 1874
- Geschichte des Spitals, der Kirche und der Pfarrei zum Hl. Geist in München
  - Bd. 1: 1204–1790, 1891
  - Bd. 2: 1790–1893, 1893
- Ausgewählte Predigten und Reden, 1905